# Episodi di The Big Bang Theory (decima stagione)
La decima stagione della sitcom The Big Bang Theory, composta da 24 episodi, è stata trasmessa in prima visione assoluta negli Stati Uniti d'America da CBS dal 19 settembre 2016 all'11 maggio 2017.
In Italia la stagione è stata trasmessa in prima visione dal servizio di streaming on demand Mediaset Infinity dal 10 gennaio al 13 giugno 2017; in chiaro viene trasmessa da Italia 1 dal 20 ottobre 2017.
| nº | Titolo originale                 | Titolo italiano                            | Prima TV USA      | Prima TV Italia  |
| -- | -------------------------------- | ------------------------------------------ | ----------------- | ---------------- |
| 1  | The Conjugal Conjecture          | La congettura coniugale                    | 19 settembre 2016 | 10 gennaio 2017  |
| 2  | The Military Miniaturization     | La miniaturizzazione militare              | 26 settembre 2016 | 10 gennaio 2017  |
| 3  | The Dependence Transcendence     | La trascendenza della dipendenza           | 3 ottobre 2016    | 17 gennaio 2017  |
| 4  | The Cohabitation Experimentation | La coabitazione sperimentale               | 10 ottobre 2016   | 24 gennaio 2017  |
| 5  | The Hot Tub Contamination        | La contaminazione della vasca da bagno     | 17 ottobre 2016   | 31 gennaio 2017  |
| 6  | The Fetal Kick Catalyst          | La catalisi del calcio fetale              | 27 ottobre 2016   | 7 febbraio 2017  |
| 7  | The Veracity Elasticity          | L'elasticità della veridicità              | 3 novembre 2016   | 14 febbraio 2017 |
| 8  | The Brain Bowl Incubation        | La concupiscenza del concepimento          | 10 novembre 2016  | 21 febbraio 2017 |
| 9  | The Geology Elevation            | Il rilievo della geologia                  | 17 novembre 2016  | 28 febbraio 2017 |
| 10 | The Property Division Collision  | La proprietà divisione-collisione          | 1º dicembre 2016  | 7 marzo 2017     |
| 11 | The Birthday Synchronicity       | Il sincronismo dei compleanni              | 15 dicembre 2016  | 14 marzo 2017    |
| 12 | The Holiday Summation            | L'esito delle vacanze                      | 5 gennaio 2017    | 21 marzo 2017    |
| 13 | The Romance Recalibration        | La ricalibratura del rapporto              | 19 gennaio 2017   | 28 marzo 2017    |
| 14 | The Emotion Detection Automation | Rilevamento automatico di sentimenti       | 2 febbraio 2017   | 4 aprile 2017    |
| 15 | The Locomotion Reverberation     | La riverberazione della locomozione        | 9 febbraio 2017   | 11 aprile 2017   |
| 16 | The Allowance Evaporation        | L'evaporazione della paghetta              | 16 febbraio 2017  | 18 aprile 2017   |
| 17 | The Comic-Con Conundrum          | L'enigma del Comic-Con                     | 23 febbraio 2017  | 25 aprile 2017   |
| 18 | The Escape Hatch Identification  | L'identificazione dell'uscita di sicurezza | 9 marzo 2017      | 2 maggio 2017    |
| 19 | The Collaboration Fluctuation    | La fluttuazione nella collaborazione       | 30 marzo 2017     | 9 maggio 2017    |
| 20 | The Recollection Dissipation     | La dissipazione della memoria              | 6 aprile 2017     | 16 maggio 2017   |
| 21 | The Separation Agitation         | Il turbamento della separazione            | 13 aprile 2017    | 23 maggio 2017   |
| 22 | The Cognition Regeneration       | La rigenerazione delle cognizioni          | 27 aprile 2017    | 30 maggio 2017   |
| 23 | The Gyroscopic Collapse          | Il collasso del giroscopio                 | 4 maggio 2017     | 6 giugno 2017    |
| 24 | The Long Distance Dissonance     | La dissonanza a lunga distanza             | 11 maggio 2017    | 13 giugno 2017   |

## La congettura coniugale
- Titolo originale: The Conjugal Conjecture
- Diretto da: Mark Cendrowski
- Scritto da: Chuck Lorre, Steve Holland e Tara Hernandez (soggetto), Steven Molaro, Eric Kaplan e Jim Reynolds (sceneggiatura)

### Trama
È finalmente giunto il giorno della seconda cerimonia di matrimonio di Leonard e Penny, ma i rapporti tra gli invitati sono molto tesi: il presunto rapporto tra Alfred e Mary fa andare su tutte le furie Beverly, che minaccia di andarsene dal matrimonio, mentre Susan, la madre di Penny, si vergogna per il fatto che suo figlio Randall sia appena uscito di prigione. Nel frattempo un colonnello dell'aeronautica militare si presenta a casa di Howard dicendo di volere parlare con lui.
- Guest star: Judd Hirsch (Alfred Hofstadter), Christine Baranski (Beverly Hofstadter), Laurie Metcalf (Mary Cooper), Keith Carradine (Wyatt), Katey Sagal (Susan), Jack McBrayer (Randall), Dean Norris (Colonnello Richard Williams)

## La miniaturizzazione militare
- Titolo originale: The Military Miniaturization
- Diretto da: Mark Cendrowski
- Scritto da: Chuck Lorre, Eric Kaplan e Jim Reynolds (soggetto), Steven Molaro, Steve Holland e Maria Ferrari (sceneggiatura)

### Trama
Si avvicina il giorno dell'incontro con il Colonnello dell'Aeronautica Militare e i ragazzi sono molto tesi, temendo che l'invenzione venga loro portata via (con la connessa possibilità di arricchirsi vendendola) e che venga usata per scopi militari. A causa di Sheldon e del suo orgoglio, visto che il colonnello asserisce che i suoi colleghi possano fare il lavoro in quattro mesi, sono costretti ad accettare di miniaturizzare il giroscopio in soli due mesi. Nel frattempo Bernadette, infuriata perché tutti i suoi colleghi hanno scoperto che è incinta e questo potrebbe portarle dei rallentamenti di carriera e l'affidamento di alcuni lavori ad altri, medita vendetta con quella che pensa sia la responsabile, ma poi scopre che la rivelazione è stata fatta in realtà da Penny.
- Guest star: Dean Norris (Colonnello Richard Williams), Josh Zuckerman (Marty)

## La trascendenza della dipendenza
- Titolo originale: The Dependence Transcendence
- Diretto da: Mark Cendrowski
- Scritto da: Steven Molaro, Saladin K. Patterson e Tara Hernandez (soggetto), Steve Holland, Maria Ferrari e Jeremy Howe (sceneggiatura)

### Trama
Sheldon, Leonard e Howard si rendono conto di non potere rispettare il termine fissato con il colonnello Williams per la consegna del giroscopio ma, con loro grande sorpresa, il militare concede loro la proroga di due anni di cui hanno bisogno. Amy e Penny si recano a una festa tenuta da Bert, un geologo amico della prima, e sebbene inizialmente si annoino in quanto sono le uniche persone presenti, vengono a sapere che Amy è la ragazza più popolare del campus e che Leonard viene considerato molto fortunato a essersi sposato con Penny. Raj tenta di aiutare Bernadette con i preparativi in vista della nascita del bambino e chiede aiuto a suo padre per tranquillizzare l'amica, preoccupata dal fatto di non sentirsi minimamente interessata all'evento.
- Guest star: Dean Norris (Colonnello Richard Williams), Brian George (Sig. Koothrappali), Brian Posehn (Bert), Brandon Jones (Flash)

## La coabitazione sperimentale
- Titolo originale: The Cohabitation Experimentation
- Diretto da: Mark Cendrowski
- Scritto da: Chuck Lorre, Dave Goetsch e Maria Ferrari (soggetto), Steven Molaro, Steve Holland e Tara Hernandez (sceneggiatura)

### Trama
Amy deve lasciare casa sua per circa cinque settimane a causa di un problema alle tubature e così chiede a Sheldon di provare a vivere insieme nell'appartamento di Penny, che si trasferisce da Leonard; i due passano una nottata turbolenta ma alla fine si riappacificano. Nel frattempo Raj scopre il sesso del bambino di Howard e Bernadette ma essi, dopo varie telefonate a vuoto, decidono di non volerlo scoprire.

## La contaminazione della vasca da bagno
- Titolo originale: The Hot Tub Contamination
- Diretto da: Mark Cendrowski
- Scritto da: Chuck Lorre, Maria Ferrari e Tara Hernandez (soggetto), Steve Holland, Eric Kaplan e Jim Reynolds (sceneggiatura)

### Trama
La convivenza tra Sheldon e Amy prosegue a fatica, in quanto il ragazzo vuole come al solito imporre le sue abitudini, ma la ragazza non vuole cedere; dopo avere passato del tempo il primo con Penny e la seconda con Leonard il ragazzo cede e acconsente di condividere il contenitore degli spazzolini da denti con la ragazza. Nel frattempo, a causa delle continue nausee, Howard e Bernadette rinunciano alla loro vacanza a Palm Springs e decidono di nascondersi a casa per passare del tempo da soli; la loro serata però è turbata quando prima Stuart e poi Raj, convinti che i due sposini non ci siano, entrano nella loro casa per usare la vasca idromassaggio.

## La catalisi del calcio fetale
- Titolo originale: The Fetal Kick Catalyst
- Diretto da: Mark Cendrowski
- Scritto da: Steve Holland, Tara Hernandez e Jeremy Howe (soggetto), Steven Molaro, Saladin K. Patterson e Anthony Del Broccolo (sceneggiatura)

### Trama
Penny, invitata a un Comic-Con di basso livello per firmare autografi, mette su lo stand con Leonard, che finisce con l'intrattenere l'attenzione dei ragazzi che si fermano a chiedergli come abbia fatto a sposarla. Intanto Howard, dopo avere sentito scalciare il bambino, si mette a comprare diversi oggetti in vista della sua nascita, tra cui una costosa culla e una monovolume, salvo finire per farsi male scaricando gli acquisti. Nel frattempo Sheldon, per fare una sorpresa a Amy che aveva mostrato interesse al riguardo, invita degli amici a pranzo ma, visto che è la prima volta, decide di farlo come test invitando Stuart, Bert e la signora Petrescu, la rumena che abita al piano di sotto; Stuart però si offende quando capisce il perché di quella strana comitiva e decide di andarsene, ma alla fine il fisico, dopo avere chiesto scusa per averlo sempre dato per scontato, si ubriaca insieme a lui.
- Guest star: Brian Posehn (Bert), Michelle Arthur (Sig.ra Petrescu), Josh Banday (Nolan), Bryan Safi (Daniel), Tucker Albrizzi (Christopher), Jareb Dauplaise (Jeff)

## L'elasticità della veridicità
- Titolo originale: The Veracity Elasticity
- Diretto da: Mark Cendrowski
- Scritto da: Steven Molaro, Eric Kaplan e Maria Ferrari (soggetto), Steve Holland, Jim Reynolds e Adam Faberman (sceneggiatura)

### Trama
Sheldon scopre che Amy gli ha nascosto il fatto che il suo appartamento è pronto già da due settimane, mentre Leonard scopre che Penny ha tolto di torno gran parte dei suoi memorabilia. I due confrontano quindi le rispettive metà e i loro amici sul da farsi: il fisico decide di rimanere a vivere con la fidanzata, mentre Leonard accetta il nuovo stile imposto dalla moglie alla loro camera da letto, pur andando a nascondere alcuni oggetti della ragazza nel suo vecchio appartamento.

## La concupiscenza del concepimento
- Titolo originale: The Brain Bowl Incubation
- Diretto da: Mark Cendrowski
- Scritto da: Chuck Lorre, Steve Holland e Saladin K. Patterson (soggetto), Steven Molaro, Maria Ferrari e Tara Hernandez (sceneggiatura)

### Trama
Amy e Sheldon conducono insieme un esperimento basato sulla combinazione di alcune loro cellule e, notando i risultati eccellenti che ne derivano, quest'ultimo tenta di convincere la fidanzata a fare un figlio, ma inutilmente. Nel frattempo Raj si invaghisce di Issabella, la donna delle pulizie che lavora nel suo osservatorio, e la convince a cenare insieme; quando però la donna scopre che ai suoi amici ha detto che era un'astronoma decide di andarsene, ma il ragazzo riesce a farsi perdonare e a ottenere un vero appuntamento.
- Guest star: Maria Canals-Barrera (Issabella Maria Concepcion)

## Il rilievo della geologia
- Titolo originale: The Geology Elevation
- Diretto da: Mark Cendrowski
- Scritto da: Chuck Lorre, Erik Kaplan e Maria Ferrari (soggetto), Steve Holland, Jim Reynolds e Jeremy Howe (sceneggiatura)

### Trama
Bert, del dipartimento di geologia, viene insignito della prestigiosa borsa di studio MacArthur per i suoi studi sui microbi delle rocce, causando un forte senso di invidia in Sheldon, che alla fine però capisce che deve essere felice per quello che ha. Nel frattempo Howard ritrova un giocattolo radiocomandato da lui costruito con le fattezze di Stephen Hawking, che però tutti ritengono di cattivo gusto; per questo motivo Howard decide di non farlo vedere a Hawking, salvo poi scoprire a fine puntata che lo avrebbe invece gradito.
- Guest star: Stephen Hawking (sé stesso), John Ross Bowie (Barry Kripke), Brian Posehn (Bert), Ellen DeGeneres (sé stessa)

## La proprietà divisione-collisione
- Titolo originale: The Property Division Collision
- Diretto da: Mark Cendrowski
- Scritto da: Steve Holland, Bill Prady e Steve Goetsch (soggetto), Steven Molaro, Maria Ferrari e Tara Hernandez (sceneggiatura)

### Trama
Sheldon, ormai trasferitosi ufficialmente con Amy nell'ex appartamento di Penny, litiga con Leonard su chi debba tenersi i vari oggetti che negli anni hanno accumulato insieme, arrivando addirittura ad affittare la sua stanza a uno sconosciuto. Nel frattempo Stuart, rimasto di nuovo senza casa, chiede ospitalità a Howard e Bernadette offrendosi in cambio di aiutarli in tutto come se fosse un domestico e causando così delle forti gelosie in Raj. Mentre i due montano una giostrina per il bambino Bernadette entra in travaglio.
- Guest star: Christopher Lloyd (Theodore)

## Il sincronismo dei compleanni
- Titolo originale: The Birthday Synchronicity
- Diretto da: Nikki Lorre
- Scritto da: Chuck Lorre, Steve Holland e Maria Ferrari (soggetto), Steven Molaro, Eric Kaplan e Tara Hernandez (sceneggiatura)

### Trama
Raj, Stuart e Howard si recano in ospedale per il parto di Bernadette avvisando il resto del gruppo, interrompendo una possibile nottata di sesso di Sheldon e Amy per il compleanno di lei; tuttavia l'infermiera dice che è ancora troppo presto per il parto e tutti tornano a casa. Raj, entusiasta per il lieto evento, registra tutto con una telecamera, rivelando accidentalmente il sesso del nascituro, venendo cacciato di casa dai futuri genitori. Tornati nuovamente tutti in ospedale dopo che a Bernadette si sono rotte le acque Howard assiste la moglie pensando a un nome da dare alla neonata, mentre in sala d'attesa Raj si sente abbattuto perché tutti, a differenza sua, hanno migliorato vita e carriera. Poco più tardi nasce la bambina che i neo-genitori hanno deciso di chiamare Halley, come la cometa, e Howard sceglie Raj come suo padrino, facendogli tornare il buon umore.
- Guest star: Vernee Watson (Althea), Pamela Adlon (voce di Halley Wolowitz)

## L'esito delle vacanze
- Titolo originale: The Holiday Summation
- Diretto da: Mark Cendrowski
- Scritto da: Steven Molaro, Eric Kaplan e Tara Hernandez (soggetto), Steve Holland, Maria Ferrari e Jeremy Howe (sceneggiatura)

### Trama
Tutta la compagnia si ritrova nell'appartamento di Penny e Leonard, e insieme cominciano a parlare di come hanno passato le vacanze: Amy e Sheldon si sono recati in Texas dalla madre di quest'ultimo, Mary, per chiedere la sua benedizione circa il fatto che vivano assieme; Penny e Leonard hanno avuto una disavventura con l'albero di Natale; Howard e Bernadette hanno scoperto il modo per fare addormentare la loro figlioletta, aiutati da Raj e Stuart.
- Guest star: Laurie Metcalf (Mary Cooper), Pamela Adlon (voce di Halley Wolowitz)

## La ricalibratura del rapporto
- Titolo originale: The Romance Recalibration
- Diretto da: Mark Cendrowski
- Scritto da: Chuck Lorre, Dave Goetsch e Anthony Del Broccolo (soggetto), Steven Molaro, Steve Holland e Saladin K. Patterson (sceneggiatura)

### Trama
Penny si sente trascurata da Leonard, che non sa cosa fare ritenendo normale che la loro relazione cambi rispetto all'inizio e le rinfaccia che lui fin dall'inizio si è impegnato al massimo; la ragazza pertanto decide di sfruttare con Amy anziché con lui il weekend gratuito in una SPA che ha vinto al lavoro. Leonard, desideroso di riappacificarsi, raggiunge con Sheldon le ragazze e i due sposi, dopo essersi parlati, chiedono a Sheldon di stipulare un contratto simile a quello che lui ha con Amy, basato sulle loro esigenze. Nel frattempo Raj e Howard tentano goffamente di risolvere il problema del rumoroso pavimento della cameretta della piccola Halley.

## Rilevamento automatico di sentimenti
- Titolo originale: The Emotion Detection Automation
- Diretto da: Mark Cendrowski
- Scritto da: Chuck Lorre, Steven Molaro e Eric Kaplan (soggetto), Steve Holland, Jim Reynolds e Saladin K. Patterson (sceneggiatura)

### Trama
Sheldon, rendendosi conto che spesso non si dimostra gentile perché non distingue quello che provano gli altri, decide di procurarsi un rilevatore di emozioni per riuscire a correggersi e farsi accettare meglio. Penny ospiterà suo fratello Randall per trovare lavoro a Pasadena e Leonard sembrerebbe contento, ma grazie al rilevatore di emozioni di Sheldon dimostra che in realtà è irrequieto; i due giungono comunque ad accordarsi di non ospitarlo più, perdonando Sheldon per la sua invadenza. Nel frattempo Raj, stanco di essere single, decide di riunire a casa sua le sue ex Emily, Lucy, Claire e Emily (sordomuta) per capire dove ha effettivamente sbagliato ed evitare in futuro di ripetere gli errori.
- Guest star: Laura Spencer (Emily Sweeney), Kate Micucci (Lucy), Alessandra Torresani (Claire), Katie Leclerc (Emily)

## La riverberazione della locomozione
- Titolo originale: The Locomotion Reverberation
- Diretto da: Mark Cendrowski
- Scritto da: Chuck Lorre, Steve Holland e Jim Reynolds (soggetto), Steven Molaro, Maria Ferrari e Tara Hernandez (sceneggiatura)

### Trama
Howard, Leonard e Sheldon completano finalmente la miniaturizzazione del loro giroscopio, ma quest'ultimo ipotizza la possibilità di renderlo ancora più piccolo; gli altri due però, soddisfatti del loro lavoro in quanto rispetta le richieste dell'Aeronautica Militare, non vogliono fare questa modifica e così Leonard regala a Sheldon, al fine di toglierselo di torno, un costoso viaggio che gli permetterà di guidare un treno e tutta una serie di esperienze che mandano il ragazzo su di giri, togliendogli addirittura l'interesse di fare il fisico. Purtroppo per loro, però, il colonnello Williams, il loro capo, vede le formule di Sheldon e decide di volere quel progetto realizzato, costringendo Howard e Leonard a richiedere l'aiuto del fastidioso amico. Nel frattempo Amy e Penny convincono Bernadette a prendersi una pausa dalla bambina, lasciandola alle cure di Raj e Stuart, ma la serata non sarà divertente come avevano sperato.
- Guest star: Dean Norris (Colonnello Richard Williams), Pamela Adlon (voce di Halley Wolowitz)

## L'evaporazione della paghetta
- Titolo originale: The Allowance Evaporation
- Diretto da: Mark Cendrowski
- Scritto da: Eric Kaplan, Maria Ferrari e Jeremy Howe (soggetto), Steven Molaro, Steve Holland e Jim Reynolds (sceneggiatura)

### Trama
Sheldon e Amy, durante una serata romantica al ristorante, incontrano Bert, che si deve vedere con una ragazza conosciuta su un sito di incontri per geologi; quando la ragazza non si presenta il fisico lo invita al loro tavolo, ma durante la conversazione Amy scopre che il suo fidanzato ha raccontato particolari intimi del loro rapporto a molte persone dell'università, facendola andare su tutte le furie. Nel frattempo viene fatto notare a Raj quanto sia viziato e che questo è un motivo di scarso interesse delle ragazze nei suoi confronti: l'indiano decide così di rinunciare ai soldi che il padre gli elargisce di continuo e di diventare autosufficiente.
- Guest star: Brian George (Sig. Koothrappali), Brian Posehn (Bert)

## L'enigma del Comic-Con
- Titolo originale: The Comic-Con Conundrum
- Diretto da: Mark Cendrowski
- Scritto da: Eric Kaplan, Saladin K. Patterson e Tara Hernandez (soggetto), Steven Molaro, Steve Holland e Maria Ferrari (sceneggiatura)

### Trama
Raj chiede a Sheldon di gestire le sue finanze e questi gli proibisce di andare al Comic-Con, essendo lui in bolletta; l'indiano cerca quindi di racimolare il denaro necessario vendendo alcuni dei suoi oggetti da collezione e lavorando per il negozio di fumetti di Stuart. Intanto Penny e Leonard mentono l'uno all'altra circa la partecipazione all'evento in quanto la prima non vuole andarci, ma si offre di farlo per fare piacere al marito, che in verità non la vuole perché sa che non le piace. Nel frattempo Howard si piega a ogni capriccio di Bernadette per ottenere il permesso per andare alla manifestazione fumettistica. Alla fine, in segno di gratitudine per l'aiuto dato loro per la piccola Halley, Howard e Bernadette offrono una somma di denaro come arretrati a Raj, permettendogli di andare al Comic-Con, ma sorprendentemente l'indiano decide di non andare, a riprova della sua nuova maturità; questa decisione fa cambiare idea a tutti tranne che a Sheldon, che non volendo andarci da solo tenta in ogni modo di convincere Amy ad accompagnarlo.
- Guest star: Pamela Adlon (voce di Halley Wolowitz)

## L'identificazione dell'uscita di sicurezza
- Titolo originale: The Escape Hatch Identification
- Diretto da: Mark Cendrowski
- Scritto da: Steven Molaro, Eric Kaplan e Anthony Del Broccolo (soggetto), Steve Holland, Jim Reynolds e Tara Hernandez (sceneggiatura)

### Trama
Raj, intento a cercare una casa meno costosa, viene ospitato temporaneamente nella vecchia stanza di Sheldon, che non accetta di buon grado la cosa; contatta allora Beverly Hofstadter, che gli spiega come lui veda quella stanza come una via di fuga dalla relazione con Amy e che Leonard e Penny avrebbero accettato di ospitare Raj per problemi coniugali. Saputa la cosa, i due sposini litigano e Raj si rifugia a casa di Howard e Bernadette. Alla fine entrambe le coppie sarebbero disposte a ospitare Raj, che però decide di stare con Leonard e Penny.
- Guest star: Christine Baranski (Beverly Hofstadter)

## La fluttuazione nella collaborazione
- Titolo originale: The Collaboration Fluctuation
- Diretto da: Mark Cendrowski
- Scritto da: Chuck Lorre, Tara Hernandez e Giuseppe Graziano (soggetto), Steven Molaro, Steve Holland e Dave Goetsch (sceneggiatura)

### Trama
Sheldon e Amy conducono un esperimento per trovare un possibile collegamento tra Fisica e Biologia ma, temendo che la cosa possa influire sulla loro relazione, decidono di darsi delle regole, però finiranno per fare progressi solo offendendosi e arrabbiandosi. Nel frattempo Leonard, sentendosi ignorato per via della troppa amicizia tra Raj e Penny, si sfoga con Howard e Bernadette e viene da loro convinto a confrontarsi con i due che, parlando in sua vece, lo ignorano nuovamente, ma gli fanno capire che semplicemente si sente troppo insicuro.
- Guest star: Pamela Adlon (voce di Halley Wolowitz)

## La dissipazione della memoria
- Titolo originale: The Recollection Dissipation
- Diretto da: Mark Cendrowski
- Scritto da: Eric Kaplan, Tara Hernandez e Jeremy Howe (soggetto), Steven Molaro, Steve Holland e Maria Ferrari (sceneggiatura)

### Trama
Sheldon decide di lavorare contemporaneamente al progetto del sistema di guida e a quello di unire Biologia e Fisica e ci riesce, ma per questo si ammala. Prende quindi una medicina che lo fa agire in maniera inconsueta e addirittura gli fa dimenticare quello che ha fatto durante la giornata, cioè andare in un country club, ballare con gli altri avventori e raccontare a tutti del progetto top secret che sta svolgendo con Leonard e Howard. Nel frattempo Bernadette è turbata perché deve tornare al lavoro e teme di non passare più del tempo con la figlia, ma contemporaneamente non vuole rinunciare al suo lavoro.
- Guest star: Joel Murray (Doug)

## Il turbamento della separazione
- Titolo originale: The Separation Agitation
- Diretto da: Mark Cendrowski
- Scritto da: Steven Molaro, Jim Reynolds e Maria Ferrari (soggetto), Steve Holland, Tara Hernandez e Jeremy Howe (sceneggiatura)

### Trama
Bert informa il gruppo che ha trovato una fidanzata, Rebecca, conosciuta su un sito di incontri dopo avere modificato il suo profilo specificando di essere il vincitore di una corposa borsa di studio: i ragazzi lo mettono in guardia circa il fatto che lei possa essere interessata solo ai suoi soldi e così il geologo la lascia, ma dopo un po' si rende conto di amarla ancora e quindi la riconquista con un altro costoso regalo. Nel frattempo Howard, Bernadette e Stuart lasciano finalmente la piccola Halley all'asilo nido, nonostante l'iniziale difficoltà nel separarsi da lei.
- Guest stars: Brian Posehn (Bert), April Bowlby (Rebecca)

## La rigenerazione delle cognizioni
- Titolo originale: The Cognition Regeneration
- Diretto da: Mark Cendrowski
- Scritto da: Steve Holland, Tara Hernandez e Jeremy Howe (soggetto), Dave Goetsch, Eric Kaplan e Jim Reynolds (sceneggiatura)

### Trama
Sheldon, dopo avere perso a un gioco on line con alcuni ragazzini, è convinto di stare subendo un "super-invecchiamento" e, per contrastarlo, decide di allenare la propria mente con vari esercizi come preparare dei croissant o imparare dei numeri di giocoleria. Nel frattempo Penny incontra il suo ex ragazzo Zach, che la invita a una cena a quattro con i rispettivi partner; durante la cena viene fuori che la ragazza non è molto felice del suo attuale lavoro e allora Zach le propone di fare la venditrice per la sua azienda, facendo arrabbiare l'insicuro Leonard.
- Guest star: Brian Thomas Smith (Zach)

## Il collasso del giroscopio
- Titolo originale: The Gyroscopic Collapse
- Diretto da: Anthony Rich
- Scritto da: Chuck Lorre, Steve Holland e Alex Ayers (soggetto), Steven Molaro, Jim Reynolds e Saladin K. Patterson (sceneggiatura)

### Trama
I ragazzi festeggiano la fine della fase uno del progetto sul giroscopio, ma quando si recano al laboratorio pronti per la fase due scoprono che l'Aeronautica ha portato via tutto e tolto loro il progetto. Oltre a questa privazione Sheldon deve anche accettare che Amy se ne vada per tutta l'estate a Princeton per un progetto di ricerca. Anche Howard reagisce male, diventando incredibilmente appiccicoso con Bernadette. Nel frattempo Raj lascia la casa di Leonard e Penny per andare a vivere in una stanza della casa di Bert.
- Guest star: Dean Norris (Colonnello Richard Williams)

## La dissonanza a lunga distanza
- Titolo originale: The Long Distance Dissonance
- Diretto da: Mark Cendrowski
- Scritto da: Steven Molaro, Eric Kaplan e Jim Reynolds (soggetto), Chuck Lorre, Steve Holland e Tara Hernandez (sceneggiatura)

### Trama
Amy si trova già a Princeton, per cui Sheldon è tornato nuovamente nella vita di Leonard, che deve accompagnarlo come era abituato a fare in passato. La routine è rotta dal ritorno di Ramona Nowitzki per un post dottorato alla Caltech, dove era già stata quando era una studentessa passando la maggior parte del tempo con Sheldon, a cui si appiccica subito. Tutto il gruppo è preoccupato perché ritiene che Ramona sia interessata al ragazzo in una maniera che va oltre l'amicizia, ma lui non la pensa in questo modo; quando però ne parla con la ragazza lei lo bacia. Sheldon, turbato, se ne va dal suo ufficio e prende il primo aereo per andare da Amy che, aprendo la porta della sua stanza, lo trova inginocchiato intento a chiederla in sposa.
- Guest star: Riki Lindhome (Ramona Nowitzki)